# Al-Ahli (Saudi-Arabien)
Al-Ahli (arabisch النادي الأهلي, DMG an-Nādī al-Ahlī) ist ein saudischer Sportverein in Dschidda. Der Verein ist einer der größten des Landes. Die Herren-Fußballmannschaft spielt in der Saudi Professional League. Ihre Heimspiele trägt die Mannschaft im Prinz Sultan bin Fahd Stadion aus. Genau wie die saudi-arabische Fußballnationalmannschaft spielt al-Ahli in grün-weißen Trikots und hat traditionell viele saudische Nationalspieler im Kader. 1937 gegründet gewann man bisher drei Meisterschaften, 1978, 1984 und 2016 sowie den Titel in der AFC Champions League in der Saison 2024/25, der als größter internationaler Erfolg zu bewerten ist. Mit zehn Titeln im King Cup ist man Rekordhalter.
In der Saison 2008/09 belegte al-Ahli den 3. Platz und qualifizierte sich damit erneut, nach 2008 und damit bereits zum dritten Mal in Folge, für die AFC Champions League. Die Vereinsführung war mit dem Abschneiden in der Liga alles andere als zufrieden. Im Pokal scheiterte das Team bereits im Viertelfinale. Als Konsequenz wurde neben einigen Spielern auch der bulgarische Trainer Stojtscho Mladenow entlassen. Im Jahr 2012 erreichte der Klub wieder das Finale der AFC Champions League.
Im Juni 2023 übernahm der saudische Staatsfonds Public Investment Fund (PIF) 75 % der Anteile an dem Verein. Der Fonds ist auch Mitbesitzer von Newcastle United und mehrerer weiterer saudischer Fußballklubs. Der Rest der Anteile befinden sich im Besitz einer Non-Profit-Organisation.

## Vereinserfolge

### National
- Saudi Professional League: 1978, 1984, 2016
- Saudi First Division League: 2023
- Crown Prince Cup: 1970, 1998, 2002, 2007, 2015
- King Cup: 1962, 1965, 1969, 1970, 1971, 1972, 1977, 1978, 1979, 1983, 2011, 2012, 2016
- Super Cup: 2016

### Kontinental
- Arab Club Champions Cup

Gewinner 2002
- GCC Champions League

Gewinner 1985, 2002, 2008
- AFC Champions League

Sieger 2024/25
Finale 1986, 2012

## Spieler

### Aktueller Kader
Stand: 1. August 2025
| Nr. |               | Position | Name                 |
| --- | ------------- | -------- | -------------------- |
| 1   | Saudi-Arabien | TW       | Abdulrahman al-Sanbi |
| 3   | Brasilien     | AB       | Roger Ibañez         |
| 5   | Saudi-Arabien | AB       | Mohammed Sulaiman    |
| 6   | Saudi-Arabien | AB       | Bassam al-Hurayji    |
| 7   | Algerien      | ST       | Riyad Mahrez         |
| 8   | Saudi-Arabien | MF       | Sumayhan al-Nabit    |
| 9   | Saudi-Arabien | ST       | Firas al-Buraikan    |
| 10  | Frankreich    | MF       | Enzo Millot          |
| 13  | Brasilien     | ST       | Galeno               |
| 14  | Saudi-Arabien | MF       | Abdullah Otayf       |
| 14  | Saudi-Arabien | MF       | Eid Al-Muwallad      |
| 15  | Saudi-Arabien | AB       | Abdullah al-Ammar    |
| 16  | Senegal       | TW       | Édouard Mendy        |
| 19  | Saudi-Arabien | MF       | Fahad al-Rashidi     |
| 21  | Saudi-Arabien | TW       | Emad Al-Feda         |
| 27  | Saudi-Arabien | AB       | Ali Majrashi         |
| 28  | Turkei        | AB       | Merih Demiral        |
| 29  | Saudi-Arabien | MF       | Mohammed al-Majhad   |

| Nr. |                | Position | Name                 |
| --- | -------------- | -------- | -------------------- |
| 29  | Saudi-Arabien  | AB       | Mohammed Abdulrahman |
| 30  | Saudi-Arabien  | MF       | Ziyad al-Johani      |
| 31  | Saudi-Arabien  | AB       | Saad Balobaid        |
| 32  | Belgien        | AB       | Matteo Dams          |
| 46  | Saudi-Arabien  | AB       | Rayane Hamed         |
| 62  | Saudi-Arabien  | TW       | Abdullah Abdo        |
| 66  | Saudi-Arabien  | TW       | Ghassan Barqawi      |
| 79  | Elfenbeinküste | MF       | Franck Kessié        |
| 87  | Saudi-Arabien  | MF       | Ramez Zaid Al-Attar  |
| 90  | Saudi-Arabien  | MF       | Amar Al-Yuhaybi      |
| 97  | Frankreich     | ST       | Allan Saint-Maximin  |
| 99  | England        | ST       | Ivan Toney           |
|     | Saudi-Arabien  | ST       | Feras Al-Ghamdi      |
|     | Saudi-Arabien  | MF       | Faisal Al-Subiani    |
|     | Saudi-Arabien  | ST       | Yaseen Al-Zubaidi    |
|     | Saudi-Arabien  | AB       | Abdulelah Al-Khaibri |
|     | Saudi-Arabien  | MF       | Younes Al-Shanqeeti  |
|     | Saudi-Arabien  | MF       | Ayman Fallatah       |

## Trainer (Auswahl)
- Valdir Pereira (1978–1981)
- Telê Santana (1983–1985)
- Eckhard Krautzun (1987–1988)
- Luiz Felipe Scolari (1991)
- Geninho (2005)
- José Antonio Nogueira (2007–2008)
- Leandro Mendel (2008)
- Trond Sollied (2010)
- Milovan Rajevac (2010–2011)
- Karel Jarolím (2011–2013)
- Vítor Pereira (2013–2014)
- Christian Gross (2014–2016, 2016–2017, 2019–2020)
- Serhij Rebrow (2017–2018)
- Vladan Milojević (2020–2021)
- Laurențiu Reghecampf (2021)
- Besnik Hasi (2021–2022)
- Robert Siboldi (2022)
- Pitso Mosimane (2022–2023)
- Matthias Jaissle (2023–)

## Bekannte Spieler
- Tarak Dhiab (1978–1980)
- Kwame Ayew (1992–1993)
- Ibrahim asch-Schahrani (1995–2004)
- Muhammad al-Dschahani (1997–2006)
- Ubaid ad-Dusari (2000–2005)
- Mamadou Diallo (2002)
- Abdullah al-Wakid (2002–2003)
- Haykel Gmamdia (2006–2007)
- Marko Marin (2020–2021)